# Гривковський Вадим Олександрович
Вади́м Олекса́ндрович Гривко́вський — член ТПУ; ВР України, член фракції «Блок Литвина» (з 11.2007), член Комітету будівництва, містобудування і житлово-комунального господарства та регіональної політики (з грудня 2007).
Народився 29 серпня 1967 (м. Ігрень, Дніпропетровська область); одружений; має двох дочок.

## Освіта
Черкаський інженерно-технологічний інститут (1999), інженер-будівельник.

## Трудова діяльність
- 1985 — електромонтер Ватутінського вогнетривкого комбінату.
- 1985 — студент Дніпропетровського інженерно-будівельного інституту.
- 1985–1987 — служба в армії.
- З 1987 — студент Дніпропетровського інженерно-будівельного інституту, майстер-монтажник Черкаського БУ № 140.
- 1990-1994 — від робітника будівельника до майстра, керівника підприємства.
- З 1994 — заступник голови правління ВАТ «Харківнафтопродукт», директор ТОВ «Данвіл», директор ТОВ «Ріал тел».
- 1999–2004 — заступник директора з питань маркетингу та продажу послуг, заступник директора з питань маркетингу, продажу та обслуговування споживачів, директор з комерційних питань, директор з питань стратегії розвитку взаємодії з міжнародними операторами зв'язку УДПЕЗ «Укртелеком» (ВАТ «Укртелеком»).
- З 2004 — радник з питань співробітництва з міжнародними фінансовими установами ТОВ «Сіті інвест буд».
- З листопада 2005 — радник з питань співробітництва з міжнародними фінансовими установами ТОВ «СІБ-БРОК».

Народний депутат України 6-го скликання з 11.2007 від Блоку Литвина, № 20 в списку, директор ТОВ «СІБ-БРОК», член ТПУ.
Квітень 2002 — кандидат в народні депутати України від ВПО «Жінки за майбутнє», № 15 в списку. На час виборів: директор з комерційних питань ВАТ «Укртелеком», член ВПО «Жінки за майбутнє».
10 серпня 2012 року у другому читанні проголосував за Закон України «Про засади державної мовної політики», який суперечить Конституції України, не має фінансово-економічного обґрунтування і спрямований на знищення української мови. Закон було прийнято із порушеннями регламенту.